# Georges Leblanc Paris
Pour les articles homonymes, voir Leblanc.
La maison Leblanc (ou Georges Leblanc Paris) était une entreprise de fabrication d'instruments de musique basée à La Couture-Boussey. L'entreprise était spécialisée dans la facture d'instruments à vent de la famille des bois et reconnue mondialement pour ses clarinettes.
L'entreprise avait développé et amélioré selon une démarche scientifique une gamme très complète de clarinettes de la sopranino en la à l'octo-contrebasse, représentée fréquemment sur ces affiches commerciales.
L'entreprise distribuait également ses clarinettes autoproduites via l'intermédiaire d'un partenariat avec Leblanc USA créé en 1946 ainsi qu'une palette d'instruments français d'autres marques, tels que saxophones Beaugnier, trompettes Courtois, trombones et becs.
En 2004, l'entreprise a été vendue à la société Conn-Selmer, une division de la société "Steinway Musical Instruments". En conséquence, la maison Leblanc a cessé d'exister en France, et est devenu une marque. De nos jours, seules les clarinettes sont fabriquées et vendues sous la marque Leblanc, offrant une gamme allant des clarinettes traditionnelles aux clarinettes basses en passant par les clarinettes contrebasse et clarinettes contralto.

## Histoire et patrimoine
La maison Leblanc était l'héritière de la facture instrumentale en Haute-Normandie qui remonterait à la bataille d'Ivry (Eure) du 14 mars 1590 à quelques kilomètres où Henri IV, roi de Navarre guerroya face à Charles de Lorraine, duc de Mayenne, et pour laquelle la tradition indique que les flûtes abandonnées par des mercenaires suisses sur le champ de bataille (4000 morts) auraient été copiées par les habitants de La Couture-Boussey.
En 1750, Clair Noblet, tourneur et luthier, créa en France une fabrique d'instruments à La Couture-Boussey. Les facteurs d'instruments de la Couture-Boussey étaient souvent musiciens à la cour à Versailles et à Paris à l'époque de Louis XV. Les familles Noblet et Noblet-Thibouville permirent entre autres (hautbois SML Marigaux ...) à la France de devenir le centre de la fabrication des bois en Europe.
La région normande disposait en abondance de bois de buis, bois dur prisé pour la fabrication des instruments à vent. La croissance lente de ce bois associée à une demande grandissante de fabrication d'instruments de musique à vent pour les besoins de l'armée et des fanfares conduisit à l'emploi de bois exotique comme l'ébène du Mozambique pour la facture des clarinettes.
La maison "Georges Leblanc Paris" a été créée en France par Georges Leblanc (1872-1959) à la fin du XIXe siècle, à La Couture-Boussey. En 1904, en l'absence d'héritier, Denis Toussaint Noblet (1850-1919), luthier, céda les Etablissements D. Noblet, le plus ancien fabricant d'instruments de musique en France (créé en 1750) à son ouvrier préféré Georges Leblanc.
Durant la 1ʳᵉ guerre mondiale, sa femme Clémence Leblanc, née Laure Clémence Jeuffroy (1875-1965) et ouvrière à la manufacture de clarinettes, géra l'entreprise en l'absence de son mari parti à la guerre.
Après la 1ʳᵉ guerre mondiale, Georges Leblanc et son fils Léon Leblanc (1900-2000),, mirent en place un laboratoire d'acoustique pour les instruments à vent dans leur atelier à Paris, animé par Charles Houvenaghel (1878-1966), qui était considéré à l'époque comme le plus grand acousticien depuis Adolphe Sax.
Bien que clarinettiste brillant formé au Conservatoire de Paris (premier Prix de clarinette), Léon, à l'instar de son père Georges, se consacre à l'entreprise familiale en s'attachant à la perfection de l'acoustique, de la mécanique et de la musicalité des instruments à vent.
Il impose à ses luthiers de respecter scrupuleusement les côtes mécaniques portées dans les plans des instruments, dans un but de garantir une qualité constante des instruments, et leur jouabilité. L'innovation mécanique et acoustique associée à une facture de qualité feront la réputation de la maison Leblanc auprès des instrumentistes. Bien que basée sur des techniques d'artisanat, l'entreprise modernise régulièrement son outil industriel (machine outil…).
« La musique est un art, mais elle est toujours régie par les lois des sciences » selon une déclaration de Léon Leblanc (Music Trades, juillet 1996).
Dans les années 1920, Léon Leblanc rencontre Pierre Cluzel, de Moulins dans l'Allier, et crée l’usine des Clarinettes, route de Gennetines, à Yzeure destinée à la production des clés métalliques de clarinettes et d'autres bois.
En 1921, Léon Leblanc faisait distribuer en exclusivité leurs instruments aux États-Unis par le revendeur Gretsch & Brenner (New York). Malheureusement les instruments après 15 jours de traversée maritime arrivaient en mauvaises conditions et le grossiste Walter Gretsch ne les faisait ni remettre en état, ni régler avant de les mettre en vente, au désespoir des Leblanc.
À cette époque, la manufacture d'instruments de musique G. Leblanc est fournisseur de l'Armée (française) et du Conservatoire (de Paris).
Dès 1924, G. Leblanc ouvre un magasin-atelier à Paris au 10 (ou 70 ?) rue des Rigoles dans le quartier de Ménilmontant, très couru par les musiciens de l'époque. Le bâtiment accueille trente ouvriers pour la réparation, la finition, mais aussi la modernisation du clétage.
En 1931, Charles Houvenaghel conçoit le saxophone le Rationnel (considéré comme “l'innovation la plus importante apportée au saxophone des dernières années”).
Vers 1935, Charles Houvenaghel invente différents modèles de grandes clarinettes en métal en forme de trombone dites paperclip en partant de la clarinette basse puis suivent la clarinette contralto et la clarinette contrebasse.
- Ces grandes clarinettes ont été constamment améliorées pendant leur production au gré des brevets déposés pour les autres clarinettes (passage de 2 clés de registre à une clé de registre double automatique, extension du ré grave à l'Ut grave, bocal réglable…)[13].

En 1939, la famille des clarinettes est élargie avec un prototype de clarinette octo-contrebasse en si bémol fabriqué pour une exposition à New York. Cet instrument jouait comme les jeux d'anche d'un orgue de 32 pieds (5 m de longueur environ ; fréquence d'un do-2 réel = 18,43 Hz pour un diapason la3 à 442 Hz). Cet instrument unique au monde a contribué à la réputation de la maison Leblanc en dépit de l'arrêt de son développement par la seconde guerre mondiale et était présent sur ses plaquettes publicitaires.
À la fin de la seconde guerre mondiale, Léon Leblanc recherche aux États-Unis de nouveaux débouchés pour les instruments produits à la manufacture de La Couture-Boussey et rencontre Vito Pascucci (1922–2003), réparateur des instruments du célèbre orchestre de Glenn Miller. Vito Pascucci avait discuté avec Glenn Miller de l'ouverture d'une société de distribution d'instruments de musique et d'importation d'instruments après la guerre. Après la mort de Glenn Miller le 15/12/1944 et Walter Gretsch étant également décédé, Léon Leblanc et Vito Pascucci ont conclu un accord d'importation et ont fondé en mai 1946 en partenariat la "G. Leblanc Corporation" (connu en France sous le nom de "Leblanc USA" pour se différencier de "Georges Leblanc Paris") basée à Kenosha, Wisconsin. Il met ainsi fin à la relation de distribution vieille de 25 ans avec Gretsch & Brenner. L'idée maîtresse de cette coopération était d'adapter les clarinettes au climat nord-américain et de les produire sur place afin de résoudre des problèmes de variations de diamètres de perce imputables à l'hydrométrie liés au transport par voie maritime.
Pour faire face à la demande des écoles de musique américaines dans les années 1950, que la manufacture française de La Couture-Boussey ne pouvait satisfaire, les premières clarinettes avec un corps en plastique sont produites dans l'usine de Kenosha.
En plus des clarinettes Leblanc, la société "G. Leblanc Corporation" a commencé à importer des cuivres et des saxophones fabriqués par les firmes françaises Courtois et Beaugnier, respectivement, sous la marque "Leblanc". Les saxophones les plus caractéristiques de Leblanc à l'époque étaient ses saxophones "System" modèle 100 et 120, la dernière itération d'instruments conçue par G. Leblanc depuis le début des années 1930 pour atténuer les problèmes acoustiques inhérents au système de touches standard et offrir plus de combinaisons de doigté.
De 1964 à 1971, la maison Leblanc effectue le rachat d'autres manufactures d'instruments de musique.
- À la cessation de l'activité de l'entreprise Beaugnier en 1967, la fabrication des saxophones Beaugnier fut reprise par la maison Leblanc avec le personnel de l'usine et continua la production sous la marque Leblanc jusqu'en 1973.

En 1971, pour l'anniversaire des 25 ans de collaboration avec Leblanc USA, un exemplaire de la clarinette octo-contralto est créé et produit d'après les plans établis par Charles Houvenaghel (décédé en 1966 et qu'il n'aura jamais contemplé) et offert à Vito Pascucci. Seuls 3 exemplaires de cet instrument seront produits dans le monde.
En 1972, le magasin-atelier de la rue des Rigoles déménage au 403 rue des Pyrénées.
Vers 1981, entre 12000 et 15000 clarinettes, hautbois et flûtes sont assemblés à la manufacture de la Couture-Boussey par 50 artisans dont 80% est destiné à l'exportation. La maison Leblanc dispose d'un atelier de mécanique modernisé employant cent quarante personnes près de Moulins (Allier) pour les pièces en métal (clés, capuchons...).
À la fin de sa vie, Léon Leblanc travaillait à un nouveau modèle de clarinette soprano, la LL100, pour son centième anniversaire.

### La marque Noblet
La marque Noblet était dédiée aux clarinettes d'étude en bois d'ébène, en métal ou en ébonite et également des flûtes, piccolos, hautbois et cors anglais.

### Vente et réorganisation
- Dans les années 1980, la maison Leblanc est considérée comme un "trésor national" par le gouvernement français alors que Léon Leblanc qui n'a pas d'héritier envisage de vendre l'entreprise nationale aux américains[20].
- En 1989, la société américaine Leblanc USA acquiert une participation majoritaire (65 %) dans l'entreprise "Georges Leblanc Paris" et a repris sa direction.
- En 1993, Léon Pascucci, fils de Vito, finalise le rachat de "Georges Leblanc Paris" et devient le président de la « G. Leblanc Corporation ». Cent salariés travaillent encore sur le site de La Couture-Boussey[6].
- En 1998, l'usine de Moulins (Allier) est définitivement fermée[21].
- En 2000, Léon Leblanc décède à l'âge de 99 ans.
- En 2003, un incendie suspect se déclare dans les emprises causant de sérieux dégâts (3 millions d'€uros) mais par miracle, le stock de bois d'ébène est épargné. La manufacture redémarre quelques semaines plus tard[6].
- La société Leblanc USA a été vendue le 1ᵉʳ août 2004 à Steinway Musical Instruments et placée sous la filiale Conn-Selmer de Steinway.
- Conn-Selmer a déménagé ses opérations françaises du site de La Couture-Boussey dans ses installations d'Elkhart, dans l'Indiana. Il s'agissait essentiellement du stock d'ébène et de grenadille constitué par la maison Leblanc, indispensable à la fabrication des clarinettes et dont le séchage nécessite une vingtaine d'années. Les outillages ont été pilonnés.
- En 2008, l'usine de clarinettes française historique de "Georges Leblanc Paris" a été vendue au groupe Buffet[22].
- En 2012, l'ancienne usine Leblanc de La Couture-Boussey est définitivement fermée. Une page du patrimoine local se ferme[4].

## Récompense
Pour l’ensemble de ses activités novatrices et de ses recherches, Léon Leblanc avait été promu grade de chevalier dans l’Ordre des Arts et des Lettres.

## Modèles de clarinette G. Leblanc Paris

### Innovation et brevets
Georges et Léon Leblanc générèrent de nombreuses innovations brevetées entre 1909 et 1966 qui sont désormais dans le domaine public et qui ont fait la réputation des clarinettes Leblanc. On notera, entre autres :
- Brevet FR387481A : Perfectionnements aux mécanismes des clarinettes (1908) ; suivi de 3 additions de brevet FR9102E (1908), FR9328E[24] (1908), et FR11220E (1909).
- Brevet FR614673A (1925) : Perfectionnements apportés dans les instruments de musique à vents.
- Brevet FR727312A (1931) : Perfectionnements apportés aux instruments de musique à vent tels que clarinettes et saxophones.
- Brevet US1926489 (1933) : 11 revendications dont les 4 clés de cadence (trille) pour la main droite[25].
- Brevet US2073425 (1935) : Instrument de musique.
- Brevet FR778080A (1935) : Anche pour instruments de musique à vent.
- Brevet FR942276 (1947) / US22627776A[26] : Mécanismes de clés pour clarinettes alto et basse (1950).
- Brevet US2821102A[27] : fixation du bocal pour les clarinettes alto et basse (1955).
- Patents #181,660 et US2833175A [28]: amélioration du bocal et du corps de la clarinette alto (1955).

- En 1948, Charles Houvenaghel dépose le brevet de la clarinette double Boehm[29].

- Brevet FR1023557 : Clarinette, et notamment clarinette basse ou alto, comportant un seul trou d'émission d'harmonique 3 (1950).
- Brevet FR1086484A : Perfectionnements aux clarinettes (1953) ; suivi d'une addition de brevet FR75444E (1959).
- Brevet FR1240588A : Clarinette perfectionnée (1959).
- Brevet US3163074 : Musical wind instrument register mechanism (1964). Amélioration pour les clarinettes contralto et contrebasse.
- Brevet FR1404555A / US3191482 : Dispositif d'arrêt de clé pour instruments de musique à vent à clés (1965).
- Brevet US3237504 : Musical wind instrument joint connection (1966). Amélioration pour les clarinettes contralto et contrebasse.

### Modèles historiques (Vintage)
Nota 1. Dans les années 1960 (avant 1968), les séries de clarinette alto 300, cor de basset 310/315, clarinette basse 320/325/328/330 bénéficient d'un brevet permettant de n'utiliser qu'un seul trou de registre pour simplifier le mécanisme de clé de registre (clé de douzième) associé à un trou de si bémol clair par rapport aux anciens modèles à deux clés de registre manuelles
Nota 2. La série 400 (perce large) apparaît dans les années 1968.
Nota 3. Le S derrière une référence signifie un modèle argenté (Silver); le H pour la série « dynamic H » (Houvenaghel).
- Clarinettes soprano en sib et en la[30],[31]
  - L7 (n°167, 17 clés 6 anneaux, nouvelle perce),
  - n° 176 : modèle LL (vers 1950) : 17 clés, 6 anneaux en ébène du Mozambique
  - n° 177 : modèle LL (vers 1950) : 17 clés, 7 anneaux avec si bémol fourche en ébène du Mozambique
  - n° 186 : modèle 18 clés à 6 anneaux avec sol dièse articulé
  - n° 187 : modèle 18 clés à 7 anneaux avec si bémol fourche et sol dièse articulé
  - n° 197 : modèle 19 clés à 7 anneaux avec si bémol fourche et sol dièse articulé
  - n° 198 : modèle avec si bémol fourche, sol dièse articulé et double mi bémol , petit doigt de la main gauche
  - n° 199 : modèle "Full-Boehm" : 20 clés, 7 anneaux, avec si bémol fourche, sol dièse articulé, double mi bémol et clé mi bémol grave
  - n° 200 : modèle plain Boehm, mécanisme tout à plateaux
  - Modèle La Symphonie (1953) : clarinette professionnelle
  - Modèle Dynamique
  - n° 176H, modèle Dynamique H, perce large
  - n° 776, modèle Dynamique II (vers 1950) conçu par Charles Houvenaghel
  - n° 476 (vers 1960) : dérivé du modèle 176
  - n° 1276 (vers 1960), modèle Dynamique H conçu par Charles Houvenaghel pour les jazzmen
  - n° 1176, modèle LL : 17 clés, 6 anneaux, perce cylindrique 14,8 mm
  - Modèles (entre 1970 et 1990) : L70 (n° 1170), L27 (remplaçant de la L7), L200 (1984), L300 (1982-1987), LX2000 (dernière clarinette développée par Léon Leblanc) : perce conique

À partir de 1989, le clarinettiste américain Tom Ridenour est embauché pour réviser la conception des clarinettes françaises par Leblanc USA et quitte l'entreprise 8 ans plus tard :
- - n° 1188, Infinité (1991-1999) : clarinette professionnelle, 17 clés, 6 anneaux, perce polycylindrique 14,61 mm
  - n° 1189, Concerto (1992-2003) : clarinette professionnelle, 17 clés, 6 anneaux, perce polycylindrique 14,61 mm
  - n° 1190, Modèle Opus : clarinette professionnelle, 18 clés, 6 anneaux, perce polycylindrique 14,61 mm
  - n° 2002S, Concerto II. Ce modèle a été conçu en collaboration avec le clarinettiste de jazz Eddie Daniels sur la base du modèle Concerto en reportant les améliorations mécaniques de l'Opus II.
  - n° 1191S (200?), Opus II
  - n° 1193, Ambiance : 18 clés, 6 anneaux, perce en cône renversé 14,61 mm,
  - n° 1607G, Pete Fountain : dérivé du modèle Dynamique H, perce cylindrique 15 mm
  - n° 1610(nickelé) / 1611(doré), modèle Évolution / Pete Fountain : dérivé du modèle Dynamique H, doré, 18 clés, 7 anneaux, perce cylindrique 15 mm
  - n° 1612G, Pete Fountain (2001) : dérivé du modèle Dynamique H
  - n° 1010, Spirit : modèle d'étude haut de gamme (barillet et pavillon en Resotone), 17 clés, 6 anneaux, perce cylindrique 14,85 mm, corps en bois, clés nickelés
  - n° 1012S, Rapsodie (vers 2000) : modèle intermédiaire, 17 clés, 6 anneaux, perce poly-cylindrique 14,6 mm
  - n° 1020, Sonata : modèle d'étude, 17 clés, 6 anneaux, perce poly-cylindrique 14,6 mm
  - n° 1040 (1991-2003), Esprit (ou Spirit) : modèle d'étude haut de gamme, 17 clés, 6 anneaux, perce poly-cylindrique 14,65 mm, corps en bois, clés nickelés
  - n° 2007, Symphonie VII (1998-2003) : modèle en palissandre, 18 clés, 6 anneaux, perce poly-cylindrique 14,61 mm

- Clarinettes alto 
  - n° 300S (avant 1968), Leblanc France (équivalent au modèle 320 de clarinette basse)[30]
  - n° 420 (1968), Leblanc France : bocal en S
  - n° 155S Esprit (ou Spirit, post 1980), modèle d'études haut de gamme

- Cors de Basset | clarinettes de basset
  - n° 1756S
  - n° 310 (avant 1968) : cor de basset en fa descendant au mib grave en ébène
  - n° 315S (avant 1968) : cor de basset en fa descendant à l'ut grave en ébène
  - n° 451 (1968) : cor de basset en fa descendant à l'ut grave en ébène
- Clarinettes d'harmonie (petite clarinette, clarinette en la…) 
  - n° 2002AS, Concerto II : clarinette en la
  - n° 1191AS, Opus II : clarinette en la
  - n° 1176AbS, LL : petite clarinette en la bémol
  - n° 1189EbS, Concerto : petite clarinette en mi-bémol
  - n° 1189CS, Concerto : clarinette en do
  - n° 1176DS, LL : petite clarinette en ré

- Clarinettes basses 
  - n° 62 (1955) : modèle paperclip : tout en métal, descendant à l'Ut grave, étendue sur 5 octaves[33]
  - n° 320 (ca. 1959-1968), Leblanc France : descendant au mib grave avec plateau demi-trou permettant de jouer jusqu'au contre-ut et clé de registre simplifiée[30]
  - n° 325S (ca. 1959-1968), Leblanc France : modèle dérivé du modèle 320, descendant au mib grave avec addition de double lab grave[30] ou la bémol/mi bémol fourche (catalogue États-Unis)
  - n° 328 (ca. 1959-1968), Leblanc France : descendant au ré grave avec addition de double mib grave
  - n° 330 (ca. 1959-1968), Leblanc France : descendant à l'ut grave avec addition de double mib grave
  - n° 400 (1968-), Leblanc France : descendant au mib grave
    - 415 (1968-)- mib grave, la bémol/mi bémol fourche
    - 416 (1968-)- ré grave, la bémol/mi bémol fourche
    - 417 (1968-)- ut grave, la bémol/mi bémol fourche

  - n° 425S (ca. 1974), Leblanc France : descendant au mib grave, avec double la bémol/mi bémol, double clé de registre automatique
  - n° 430S (ca. 1974), Leblanc France : descendant à l'ut grave. Ce modèle dispose d'une double clé de registre automatique avec une tringlerie dédiée entre corps du bas et corps du haut. Perce=24 mm.
  - n° 160S Esprit (ou Spirit, post 1980), Leblanc France : modèle d'études haut de gamme

- Clarinettes contralto
  - n° 330[34], Leblanc France (modèle paperclip) : en métal, descendant au ré grave[30]
  - n° 335, Leblanc France (modèle paperclip nickelé) : en métal, descendant au ré grave
  - n° 350, Leblanc France (modèle paperclip) : en métal, descendant à l'Ut grave
  - n° 352, Leblanc France: modèle droit en métal
- Clarinettes contrebasse
  - n° 340[34],[30], Leblanc France (modèle paperclip) : en métal, descendant au ré grave
  - n° 342[34], Leblanc France : modèle droit en métal descendant au mi-bémol grave
  - n° 52 (1955), modèle paperclip : tout en métal, descendant à l'Ut grave, étendue sur 5 octaves

### Modèles actuels sous la marqueLeblanc
- Clarinette si bémol
  - Serenade modèle L225N
- Clarinette alto
  - modèle L7165
- Clarinette basse
  - modèle L60 descendant au mi-bémol
- Clarinette contralto
  - modèle L7181
- Clarinette contrebasse
  - modèle L7182

## Modèles de clarinette d'étude Noblet
- Clarinettes soprano en sib
  - 11 (1974) : modèle en « Plastinite »
  - 45 « Artiste » (nickelé) / 50 (argenté), Noblet : modèle Artist, 17 clés, 6 anneaux, perce cylindrique 14,85 mm, ressorts dorés
  - 40 « Supérieur » , Noblet (1960-2003) : idem sauf ressorts bleuis
  - 4, Noblet (Normandy) : certains modèles disposent uniquement de corps en bois, le pavillon et le barillet peuvent être en résine.
- Clarinettes série « Artiste » avec mécanisme spécial 
  - 46 Artiste, 17 clés 7 anneaux, si bémol fourche
  - 47 Artiste, 18 clés 6 anneaux, sol dièse articulé
  - 48 Artiste, 18 clés 7 anneaux, sol dièse articulé/si bémol fourche
  - 49 Artiste, 19 clés 7 anneaux, sol dièse articulé / si bémol fourche / double clé la bemol-mi bémol
  - 50 Artiste, modèle système Full-Boehm
  - 245 modèle Stubbins

- Clarinettes alto (en mi bémol) 
  - 60, Noblet

- Clarinettes d'harmonie (petite clarinette, clarinette en la…) 
  - 45A, Noblet : modèle en la
  - 45Eb, Noblet : petite clarinette en mi-bémol
  - 45C, Noblet : modèle en do

- clarinettes basse 
  - 55, Noblet : descendant au mi bémol grave

Noblet a également produit des clarinettes en métal (modèle 18) jusqu'en 1972.

## Modèles de clarinette d'étude Normandy
La maison Leblanc a également fabriqué des clarinettes d'entrée de gamme sous la marque Normandy, dans diverses séries « Encore », « Ovation » et également des flûtes pour le marché américain.
La marque a débuté après guerre avec les modèles suivants fabriqués en France notamment pour faire face à la demande des scolaires aux États-Unis :
- Original Normandy, clétage en maillechort non nickelé et un pavillon en composite, clés de trille alignées
- puis, Normandy « Special », clétage en maillechort nickelé et un pavillon en composite, clés de trille simplifiées
- puis Normandy 11,en matériau composite brun

- à partir de 1958, Normandy 14 en  Reso-Tone fabriqué aux États-Unis par G. Leblanc Corporation avec le populaire plastique « Viton » .
- « Transitional Normandy » , corps en bois, pavillon bois ou composite
- à partir de milieu à fin des années 1950: Normandy 5 (-1961), 7 (-1966), et 10 (-1967),qui ne diffèrent que par le matériau du barillet et du pavillon
- Normandy 5P (-1964), modèle à plateau
- Normandy 10P (1964-), modèle à plateau
- Normandy 14P (1960-), modèle à plateau
- Normandy 6 (1961-1965), modèle le plus économique de la marque avec un corps en bois
- puis remplacé par Normandy 8 (1965-)
- Le modèle 208 (1966) incorporait le double mécanisme Stubbins pour la clé de registre, avec un trou séparé pour la clé de registre et la note si bémol, similaire aux systèmes que l'on trouve sur les membres les plus graves de la famille des clarinettes. Le fait d'appuyer sur la clé de registre sans appuyer sur l'anneau du pouce actionne l'orifice du trou de si bémol.
- Les modèles 7 et 4 ont été réintroduits en 1967 pour perdurer jusqu'à l'arrêt de la marque au milieu des années 2000.

## Modèles de saxophone
La maison Leblanc a constamment perfectionné la facture du saxophone.
- Brevet US1840456 : saxophone (1926).
- 1931 : Saxophone alto en mi-bémol, modèles « Le Rationnel » et « Semi-Rationnel », inventés par Charles Houvenaghel et permettant une rationalisation des doigtés[37].
- modèle 100 : saxophone alto en mib
- modèle 120 : saxophone ténor en sib
- Brevet FR1263938A : Saxophone ou instrument de musique à vent analogue de construction perfectionnée (1960).

## Artistes associés à Leblanc
- Clarinettistes[38]
  - Henri Druart, clarinette solo de la musique de la Garde Républicaine et des Concerts Lamoureux
  - André Vacellier, clarinette solo de l'Opéra Comique et des Concerts Colonne
  - Andrew Roberts
  - Arthur Campbell
  - Corrado Giuffredi
  - Buddy DeFranco
  - Eddie Daniels
  - Eddy Vanoosthuyse
  - Elsa Ludewig-Verdehr
  - James Gillespie
  - Prof. John C. Scott, College of Music, université de Texas du Nord, Denton
  - Julie DeRoche
  - Richard Hawkins
  - Larry Combs
  - Michel Pellegrino
  - Pete Fountain
- Saxophonistes

## Discographie
La maison Leblanc a fait la promotion de ses instruments au moyen d'enregistrements.
- The Leblanc Clarinet Quartet of Paris / Quatuor de Clarinettes de Paris, avec René Barras, Edmond Boulanger, Roger Wartelle, André Fournier (G. Leblanc Corporation - Kenosha, Wisconsin - QUA 731 B).
- The Leblanc original quartet, Binic-bar' (1959, Teppaz (45 595), 45 tours).